# Александър Ермакович
Александър Ермакович (на руски: Аляксандр Ермаковіч) е бивш беларуски футболист и настоящ помощник-треньор на ЦСКА Москва.

## Кариера

### Кариера като футболист
Започва в Динамо Минск. Година по-късно преминава в Атака-Аура Минск. През 1998 преминава в БАТЕ Борисов, където играе в продължение на 10 сезона.

### Кариера като треньор
Веднага след като прекратява активната си кариера, Ермакович става помощник-треньор в щаба на Виктор Гончаренко. След като Гончаренко напуска през 2013 г., Александър Ермакович поема тима, и в два поредни сезона (2014/15 и 2015/16). Също така печели пет поредни титли на Беларус, една Купа и три Суперкупи на Беларус. От 9 януари 2018 г. е помощник в щаба на ЦСКА Москва, където треньор отново е Гончаренко.

## Успехи

### Като футболист
БАТЕ Борисов
- Шампион на Беларус (5): 1999, 2002, 2006, 2007, 2008
- Носител на Купата на Беларус (1): 2005/06

### Като треньор
БАТЕ Борисов
- Шампион на Беларус (5): 2013, 2014, 2015, 2016, 2017
- Носител на Купата на Беларус (1): 2014/15
- Носител на Суперкупата на Беларус (4): 2014, 2015, 2016, 2017